# Apodacra nitidomaculata
Apodacra nitidomaculata är en tvåvingeart som först beskrevs av Macquart 1849.  Apodacra nitidomaculata ingår i släktet Apodacra och familjen köttflugor.
Artens utbredningsområde är Algeriet. Inga underarter finns listade i Catalogue of Life.